# Гутаперчеве дерево
Гутаперчеве дерево — загальна назва дерев, з молочного соку яких отримують гутаперчу (шкіроподібний продукт коагуляції латексу).
Найбільше промислове значення мають дерева з родів:
- Palaquium — близько 50 видів, виростають на Малайському архіпелазі,
- Payena — близько 16 видів, виростають на Малайському архіпелазі,
- з родини Сапотові (Sapotaceae).

Гутаперчеві дерева ростуть на плантаціях і в лісах Південно-Східної Азії і Африки.